# Ulmo
Ulmo ˈulmo (del vàlarin Ulubôz, Ullubôz via Ulumō) Senyor de les aigües i Rei del Mar és, en la mitologia de J. R. R. Tolkien referida a la Terra Mitjana, un Vala.
És el tercer Vala en importància, després de Manwë i Varda, i molt amic d'aquest primer. Ulmo mai va confiar en Morgoth i aquest temia el mar tant com temia Varda perquè el mar no pot ser dominat. Ulmo no tenia residència a Valinor, sinó que prefiria residir al mar o els rius.
Els seus vassalls Ossë i Uinen eren els Maiar més propers als elfs, i a través d'ells, Ulmo aprengué moltes coses dels afers els Primers Fills d'Eru.